# Heiden, Lage
Heiden är en Ortsteil i staden Lage i det tyska förbundslandet Nordrhein-Westfalen. Före den 1 januari 1970 var Heiden en självständig kommun. Heiden hade 2 184 invånare år 2009.

## Personer från Heiden
- Fritz Bracht (1899–1945), tysk Gauleiter